# Holtzbrinck-Schule für Journalismus

Dieter von Holtzbrinck

Die Holtzbrinck-Schule für Journalismus bildet seit 1988 Volontäre zu Redakteuren aus. Die Schule mit Sitz in Düsseldorf ist die zentrale Ausbildungsstätte für den journalistischen Nachwuchs von Tagesspiegel, Zeit Online, WirtschaftsWoche und Handelsblatt, die allesamt zum Einflussbereich des Stuttgarter Verlegers Dieter von Holtzbrinck zählen.
Neben dem klassischen journalistischen Handwerk sind im Curriculum der Schule inzwischen alle relevanten digitalen Disziplinen wie Datenjournalismus, Storytelling, Künstliche Intelligenz, aber auch Podcast- und Videoproduktion fest verankert. Dazu kommen Ausbildungsmodule, die den angehenden Journalisten zeigen, wie ein modernes Verlagshaus funktioniert, wie sich Kunden- und Lesedaten analysieren lassen und wie der Einsatz von Künstlicher Intelligenz den Journalismus verändern wird.
Neben dem Unterricht in der Journalistenschule arbeiten die Volontäre praxisnah in den Redaktionen von Tagesspiegel, Zeit, WirtschaftsWoche und Handelsblatt mit. Das Recherchieren und Publizieren eigener Beiträge steht dabei im Mittelpunkt.

## Ausbildung
Die Volontäre durchlaufen in ihrer 24-monatigen Ausbildung verschiedene Stationen in den Redaktionen von Tagesspiegel, Zeit Online, Handelsblatt, WirtschaftsWoche. Zweimal im Jahr kommt die Gruppe in Düsseldorf zu Blockseminaren von jeweils fünf bis sechs Wochen zusammen. In dieser Zeit trainiert sie alle journalistischen Stilformen von Kommentar über Reportage bis hin zu digitalen Disziplinen und unternimmt Recherchereisen.

## Geschichte
Bis Ende 2023 firmierte die Schule unter dem Namen Georg-von-Holtzbrinck-Schule für Wirtschaftsjournalisten und bildete die Volontäre der Handelsblatt Media Group (Handelsblatt und WirtschaftsWoche) aus, ehe Verleger Dieter von Holtzbrinck die Schule auch für die Auszubildende seiner beiden anderen Medienunternehmen Tagesspiegel und Zeit öffnete.
Seit 1988 haben etwa 400 Absolventen die Journalistenschule absolviert. 
Gründungsschulleiter war der Journalismus-Professor Ferdinand Simoneit. Nachfolgende Schulleiter waren Jens Eckhardt, Joachim Weidemann, Christoph Moss, Klaus Methfessel und seit Ende 2013 Peter Brors, der die Schule selbst 1994 während seiner Ausbildung besucht hat.

## Absolventen
Seit ihrer Gründung 1988 hat die Schule mehr als 400 Redakteure ausgebildet, darunter:
- Steffen Klusmann (ehemals Chefredakteur bei Spiegel und manager magazin)[5]
- Gabor Steingart (Pioneer, ehemaliger Herausgeber und Chefredakteur des Handelsblatts)[6]
- Nena Schink (ehemals Bild-Zeitung, Spiegel-Bestseller-Autorin).[7]